# North-west Nelson Forest Park
Der North-west Nelson Forest Park war ein im Jahr 1970 gegründeter, unter Naturschutz stehender Wald in den Regionen Tasman und West Coast, im Nordwesten der Südinsel von Neuseeland. Unter dem Park wurden seinerzeit acht State Forests zusammengeführt. Sie deckten zusammen eine Fläche von 31.665 Hektar Wald ab. 1987 übernahm das mit dem Conservation Act 1987 gegründete Department of Conservation die Verwaltung des Parks.

## Kahurangi National Park
Im Jahr 1996 ging der North-west Nelson Forest Park in den neu gegründeten Kahurangi National Park auf.
In einigen Karten wird noch ein kleiner Teil des North-west Nelson Forest Park nordwestlich der Wakamara Range als Park ausgewiesen, was allerdings vom Department of Conservation nicht bestätigt wird.